# مسابقه بین‌المللی ویولن‌نوازی ژان سیبلیوس
مسابقه بین‌المللی ویولن‌نوازی ژان سیبلیوس (انگلیسی: International Jean Sibelius Violin Competition) رقابتی بین‌المللی برای نوازندگان جوان ویولن (کمتر از ۳۰ سال) است که هر پنج سال یکبار در در شهر هلسینکی فنلاند برگزار می‌شود.
نخستین دورهٔ این مسابقات در سال ۱۹۶۵ میلادی و هشت سال پس از درگذشتِ آهنگساز نامدار فنلاندی ژان سیبلیوس برگزار شد و آن را یکی از معتبرترین رقابت‌های نوازندگی ویولن در جهان می‌دانند.
برگزارکنندگان این مسابقات آکادمی سیبلیوس و انجمن سیبلیوس فنلاند هستند.
در بخش اول مسابقه، شرکت‌کنندگان باید قطعاتی از یوهان سباستیان باخ، یک سونات از ولفگانگ آمادئوس موتسارت و چند کاپریس‌هایی از نیکولو پاگانینی بنوازند. گفته می‌شود که باخ، «میزان آمادگی»، موزارت «درک شیوه و سبک» و پاگانینی «توانایی‌های تکنیکی» یک نوازندهٔ ویولن را نشان می‌دهد.
دور دوم مسابقه شامل اجرایِ یک دونوازی سونات با پیانو، چند قطعه از آثار سیبلیوس، یک آهنگ امروزی و مدرن فنلاندی و همچنین یک قطعهٔ هنری و مشکل است.
در دور نهایی، رقابت‌کنندگانی که به این مرحله رسیده‌اند، باید دو کنسرتو با همراهی ارکستر کامل اجرا کنند که یکی از آنها، حتماً باید «کنسرتو ویولن در ر مینور» اثر سیبلیوس باشد.